# 艾蒂安·托博
艾蒂安·托博（法語：Étienne Thobois，1967年9月20日—）是一名法國男子羽球運動員。他曾參加1996年夏季奧林匹克運動會羽球男子單打比賽。他擔任2024年奧運會與殘奧會巴黎籌備委員會總幹事。

## 外部連結
- 艾蒂安·托博在BWFBadminton.com（英语）
- 艾蒂安·托博在BWF.TournamentSoftware.com（英语）
- 艾蒂安·托博在Olympics.com（英语）
- 艾蒂安·托博在Olympedia（英语）